# Prunus campanulata
Prunus campanulata Maxim., 1883 è un albero della famiglia delle Rosacee, originario della Cina sud-orientale (Hainan) e di Taiwan.

## Descrizione
La sua altezza oscilla tra i 3–8 m.

## Ecologia
Prunus campanulata è la pianta nutrice delle larve di  Chrysozephyrus nishikaze, una farfalla endemica di Taiwan.

## Usi
È coltivato come un albero ornamentale.